# Erik Staal

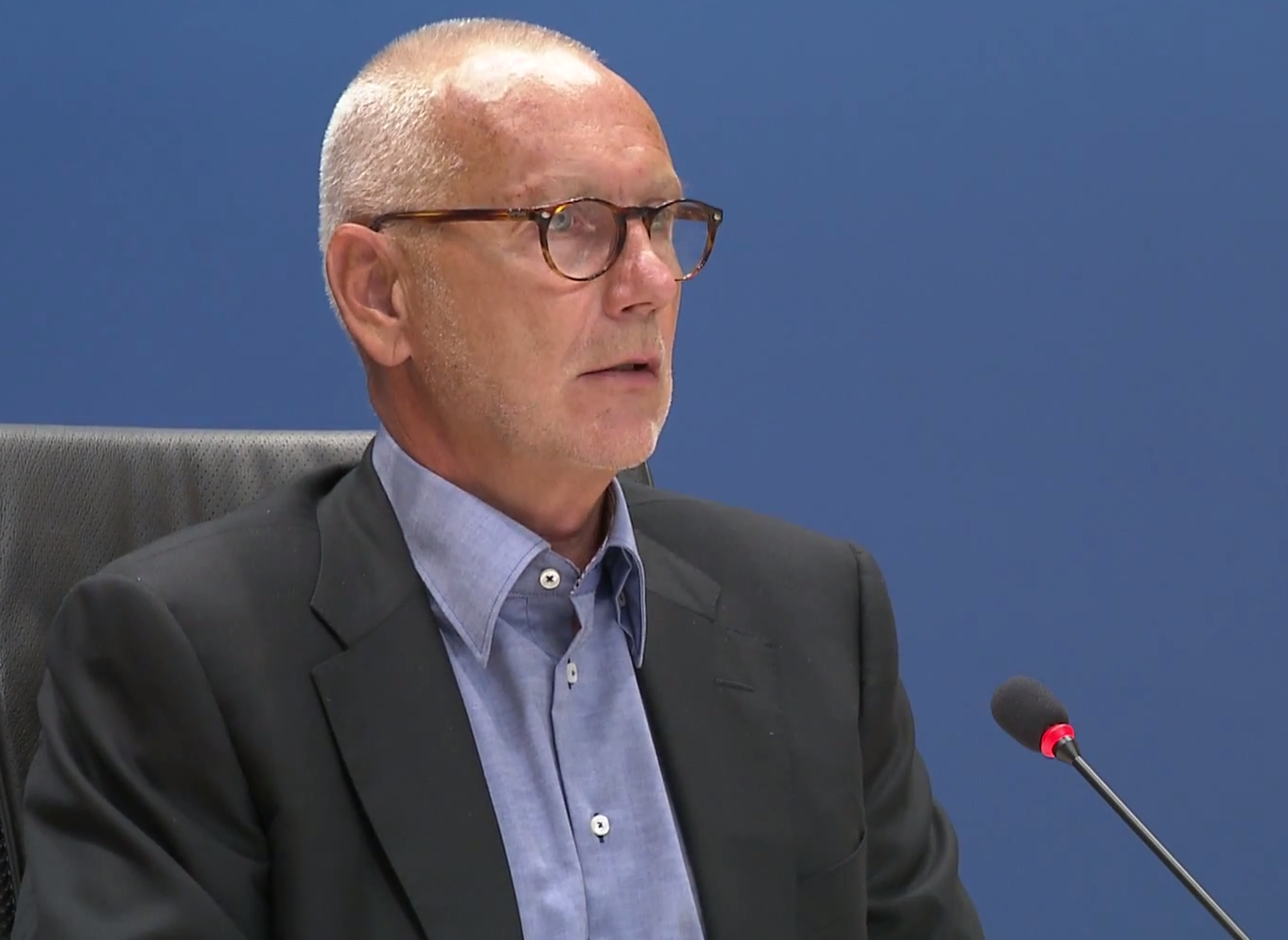
Erik Staal tijdens zijn verhoor door de Parlementaire enquêtecommissie Woningcorporaties op 12 juni 2014

Erik Theodoor Pieter (Erik) Staal (Groningen, 12 maart 1951) is een Nederlands oud-bestuurder, die in 2020 tot twee jaar celstraf werd veroordeeld, onder meer vanwege verduistering. Hij was van 1 januari 1999 tot 1 februari 2012 voorzitter (en enig lid) van de raad van bestuur en algemeen directeur van de Stichting Vestia Groep, bij zijn vertrek de grootste woningcorporatie van Nederland.

## Afkomst en opleiding
Staal studeerde bedrijfs-, fiscaal en algemeen recht aan de Erasmus Universiteit in Rotterdam en werkte tijdens zijn studie bij de gemeentelijke rekenkamer in Rotterdam. Na het behalen van zijn doctoraalexamen werkte hij onder andere bij de provincie Utrecht en daarna bij de gemeente Den Haag. Verder volgde hij de postdoctorale opleiding Belastingkunde aan de Katholieke Hogeschool Tilburg.

## Bestuursfunctie bij Vestia
Eind 1989 werd Staal benoemd tot directeur van het Gemeentelijk Woningbedrijf Den Haag. Hij gaf leiding aan de verzelfstandiging van deze Haagse gemeentelijke dienst in de Stichting Woningbedrijf Den Haag, die op 1 december 1992 rond was. Deze stichting fuseerde op 1 januari 1999 met Vestia Delft/Zoetermeer. De nieuwe organisatie ging verder als de Stichting Vestia Groep. Staal kwam vanaf het begin aan het hoofd van de nieuwe fusieorganisatie te staan. Hij bekleedde daar zowel de functie van bestuursvoorzitter (en enig bestuurslid met uitzondering van een korte periode na de fusie met Estrade Wonen, Woongoed Rotterdam) als directeur.
Onder Staals leiding groeide de Vestia Groep door fusies en overnames uit tot de grootste woningcorporatie van Nederland. Tegelijk werd Staal de best verdienende topman in de woningbouwsector. Zijn salaris liep tussen 1999 en 2011 geleidelijk op tot bijna een half miljoen euro per jaar, inclusief pensioenopbouw.

### Aftreden
Staal trad af nadat eind januari 2012 door een publicatie in Het Financieele Dagblad in de openbaarheid was gekomen dat Vestia in de maanden daarvoor in grote financiële problemen was geraakt. De problemen werden veroorzaakt door grote tegenvallers met derivaten rond het rente- en valutamanagement bij de Treasury van Vestia. Vestia had erop gerekend dat de lange rentes op termijn weer zouden gaan stijgen; toen het tegenovergestelde gebeurde, kelderden de waardes van de swaps die het bedrijf gebruikte om risico's op bouwleningen af te dekken. Staal werd verantwoordelijk gehouden voor de gevolgen. Hij werd vervangen door twee interim-bestuurders: Gerard Erents als bestuursvoorzitter en verantwoordelijke voor de financiële zaken en Jacques Thielen voor de portefeuille volkshuisvesting.
Bij de afwikkeling van het vertrek van Staal bleek begin maart 2012 dat Vestia hem een bedrag van 3,5 miljoen euro moest uitkeren voor afspraken die tussen de raad van commissarissen en Staal waren gemaakt over zijn pensioenrechten. Deze regeling werd in de Tweede Kamer unaniem veroordeeld. Berichten over de bouw van een dure villa op Bonaire door Staal droegen nog bij aan de verontwaardiging.
Eind 2014 oordeelde de rechter echter dat Staal de pensioenuitkering van 3,5 miljoen euro bruto, die de dag voor zijn haastige vertrek op 1 februari 2012 werd uitgekeerd, rechtmatig had gekregen. De uitkering was bedoeld om een pensioengat van Staal te dekken en stond grotendeels reeds geparkeerd op een derdenrekening. Aanvankelijk had Staal een eindloonregeling (70 procent van het laatst verdiende loon), die jaarlijks schommelde in opbouw. Maar na maatschappelijke ophef over Staals hoge salaris werd deze eindloonregeling in 2005 omgezet in een pensioenregeling met een vaste premie. In 2009 meldde Staal zijn commissarissen dat hij door de omzetting een pensioentekort had. In 2010 bevestigden commissaris Jeroen Lugte, een vriend van Staal, en oud-commissaris Peter Noordanus (burgemeester van Tilburg) achteraf de omzetting in een brief, waarbij de reparatie van Staals pensioen werd geregeld. Over de gang van zaken rond deze reparatie werden tegenstrijdige verklaringen afgelegd door oud-leden van de raad van commissarissen.
Op 18 juni 2013 werd bekend dat Vestia Staal aansprakelijk stelde voor een schade van 1,9 miljard euro en beslag had gelegd op diens bezittingen, waaronder zijn villa op Bonaire en op de pensioenvoorzieningen.
Nadat Vestia op 19 oktober 2015 bekendmaakte een schikking met ABN Amro te hebben gesloten, werd op 6 januari 2016 bekendgemaakt dat Vestia ook met Staal een schikking was overeengekomen. Deze strekte ertoe dat Staal aan Vestia € 1 miljoen betaalde, maar de eerder bij vertrek door Vestia aan hem betaalde € 3,5 miljoen mocht houden. Deze schikking kwam tot stand zonder dat Staal aansprakelijkheid erkende.

## HASA
Eind jaren negentig van de twintigste eeuw werd Staal een van de drie bestuurders van de stichting Housing Association South Africa (HASA). De stichting hield zich met geld van onder meer woningcorporaties in en rond Den Haag bezig met de bouw en verhuur van enkele honderden woningen voor de allerarmsten in de Zuid-Afrikaanse stad Oos-Londen. Nadat de twee andere bestuurders hun functie opzegden, bleef Staal als enige over. Hij werd op 3 april 2017 gearresteerd op verdenking van witwassen, verduistering en valsheid in geschrifte. Staal wordt ervan verdacht ten onrechte vermogen ter waarde van 1,7 miljoen euro te hebben onttrokken aan de stichting. Staal ontving jarenlang geld uit de verhuur van een luxe villa in Johannesburg die eigendom was van HASA. Het ommuurde, bewaakte huis met zwembad in de chique buitenwijk Fairland behoorde toe aan HASA, maar Staal zette het als enig bestuurder van deze stichting in 2001 op zijn eigen naam. Al die tijd ontving Staal huurpenningen van de bewoner van de villa, een oud-werknemer van Vestia.
In mei 2019 gaf Staal aan € 2,4 miljoen terug te betalen aan HASA. Voor het Openbaar Ministerie was dat aanleiding om vooralsnog geen ontnemingsprocedure te beginnen tegen Staal. Om het bedrag terug te kunnen betalen verkocht Staal zijn villa op Bonaire voor € 2,3 miljoen.
In maart 2020 werd Staal door de rechtbank Rotterdam veroordeeld tot twee jaar cel vanwege valsheid in geschrifte, verduistering, diefstal en witwassen. Ook mocht hij vier jaar lang geen bestuurder zijn van welk bedrijf of welke stichting dan ook. De rechtbank acht bewezen dat hij in ruim tien jaar tijd ruim 1,7 miljoen euro heeft verduisterd van de stichting HASA.